# 北大漢簡
北大漢簡（北京大學藏西漢竹書），是指2009年初北京大學接受社會捐贈，得到3346枚西漢竹簡，書體為隸書，包含17種抄寫於西漢中期的古書。這些古書或是亡佚已久，或是獨具特色。

## 出土及年代
這批西漢竹書是2009年初北京大學接受捐贈而從海外搶救回歸的，其抄寫年代大約在西漢中期。主持整理的朱凤瀚教授表示，在对残留泥土、编绳、丝织品和漆器残片进行取样分析後，初步定为西汉初年，其来源可能是南方的汉代墓葬。
竹書內容全都屬於古代典籍，基本涵蓋《漢書·藝文志》所劃分的「六藝」、「諸子」、「詩賦」、「兵書」、「數術」、「方技」六大門類。西漢竹書中未見漢武帝以後的年號，僅在一枚數術類竹簡上發現有「孝景元年」紀年。由書體特徵並結合對全部竹書內容的分析，學者推測這批竹書的抄寫年代應主要在漢武帝後期，下限不晚於漢宣帝。
程少軒指出北大漢簡雖非考古發掘品，不過馬王堆帛書《陰陽五行》甲篇有一章，是久已散佚的《堪輿》，和北大漢簡的《堪輿》核心內容大體一致，部分小章節的編排順序也一樣。漢簡入藏北京大學時，帛書本《堪輿》尚未完成拼綴整理，印證了北大漢簡的可靠性。

## 內容
這部大型資料集計畫分為七卷，自2012年底開始陸續出版，卷次大致按照《漢書·藝文志》“六略”的順序來編排：
- 第一卷：《蒼頡篇》；
- 第二卷：《老子》；西漢竹書《老子》現存竹簡221枚，5300餘字，其殘缺部分僅60餘字，是迄今保存最為完整的簡帛《老子》古本。全卷共分77章，保存了完整的篇章結構，與傳世81章本《老子》不同[6]
- 第三卷：《周馴》、《趙正書》、《儒家說叢》、《陰陽家言》；
- 第四卷：《妄稽》、《反淫》；
- 第五卷：數術類文獻五種，即《節》、《雨書》、《揕輿》、《荊決》、《六博》；
- 第六卷：日書類文獻三種，即《日書》、《日忌》、《日約》；（尚未出版）
- 第七卷：醫方。（尚未出版）

## 外部連結
- 北京大学竹簡（页面存档备份，存于）
- 《北京大學藏西漢竹書》第壹、叁、伍卷出版（页面存档备份，存于）